# Isla Ariadna
La isla Ariadna es una pequeña isla de Argentina ubicada al sur de Punta Alta, en el partido de Villarino en la provincia de Buenos Aires. Limita al norte con la bahía Falsa y al sur con la bahía Verde, encontrándose a 6 kilómetros al noreste de la península Verde. La isla tiene unas dimensiones aproximadas de 2 por 2 kilómetros y una superficie de 500 ha, existiendo una flora típica de pastizal pampeano.
La isla cuenta con una posada donde es posible pasar la noche. La isla Ariadna se encuentra entre la isla Trinidad y la Península Verde, en el límite exterior de la bahía. El nombre de la isla proviene de una de las hijas del marinero inglés Wood, pionero del lugar.
Al igual que en la Trinidad, Bermejo, Embudo, Wood, la isla Ariadna forma parte de la Reserva Provincial de Uso Múltiple Bahía Blanca, Verde y Falsa.